# Nachtegalen
Nachtegalen is een verzameling zangvogels met als Nederlandse naam nachtegaal. De meeste horen thuis in de familie vliegenvangers (Muscicapidae) en één in de familie Leiothrichidae.  Er zijn uit de familie van de vliegenvangers drie verschillende geslachten vogels met soorten die nachtegaal worden genoemd.
In het wild komt de gewone nachtegaal in Nederland als broedvogel voor. De Noordse nachtegaal wordt sporadisch in Nederland en Vlaanderen waargenomen; de roodkeelnachtegaal is nog zeldzamer. De Japanse nachtegaal is een volièrevogel afkomstig uit Azië.

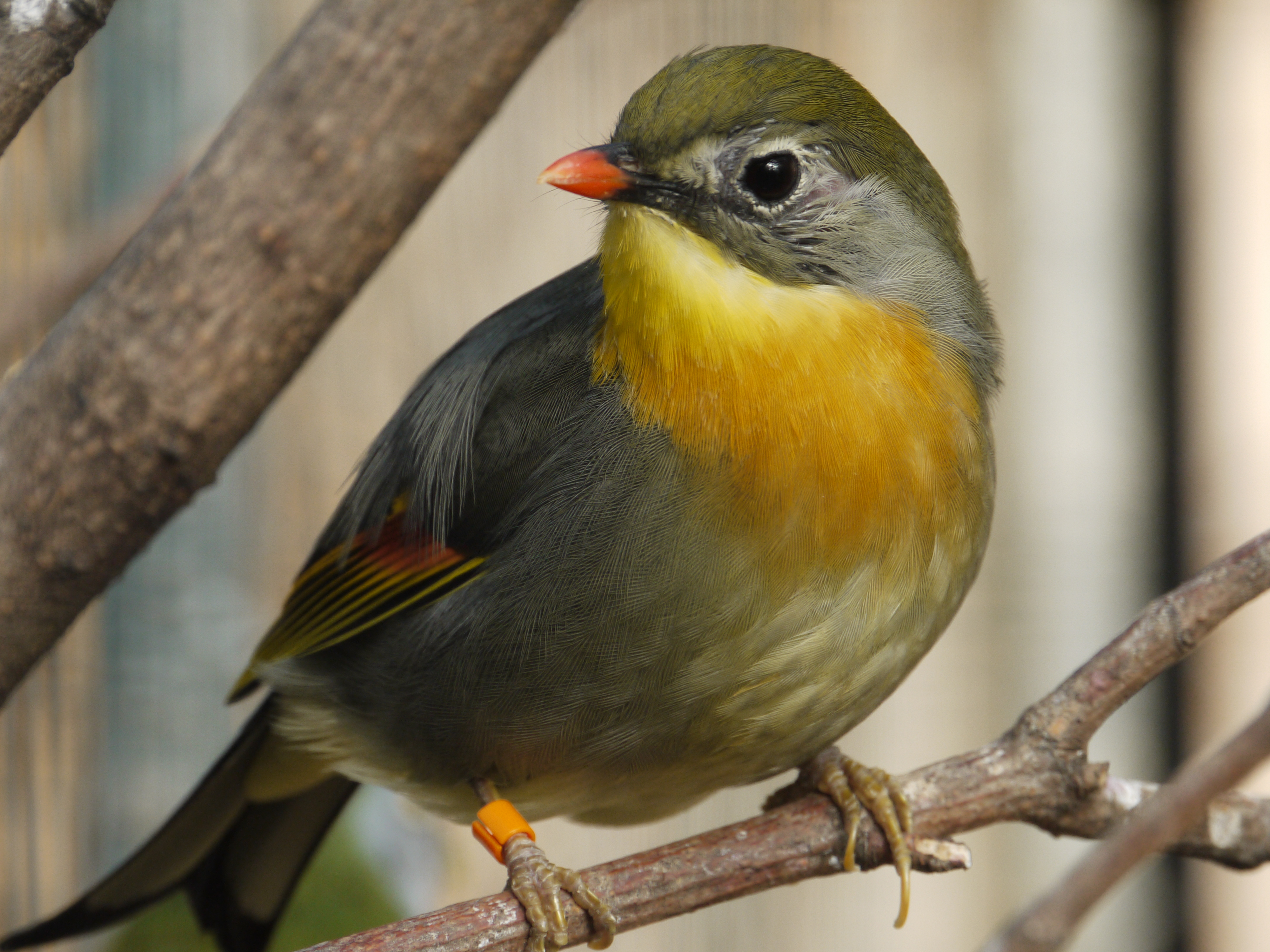
Japanse nachtegaal
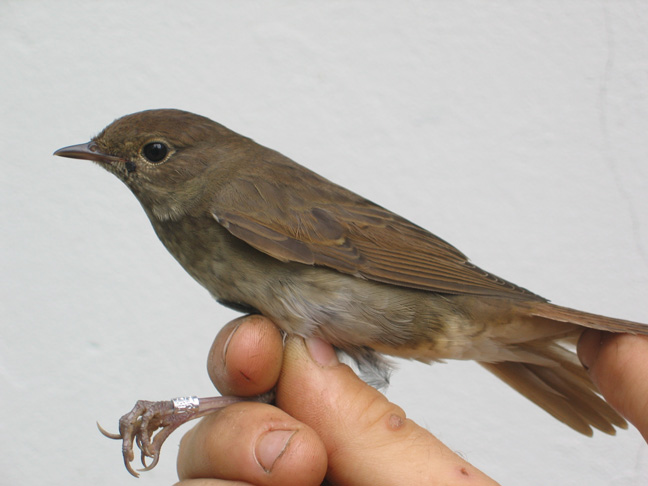
Noordse nachtegaal
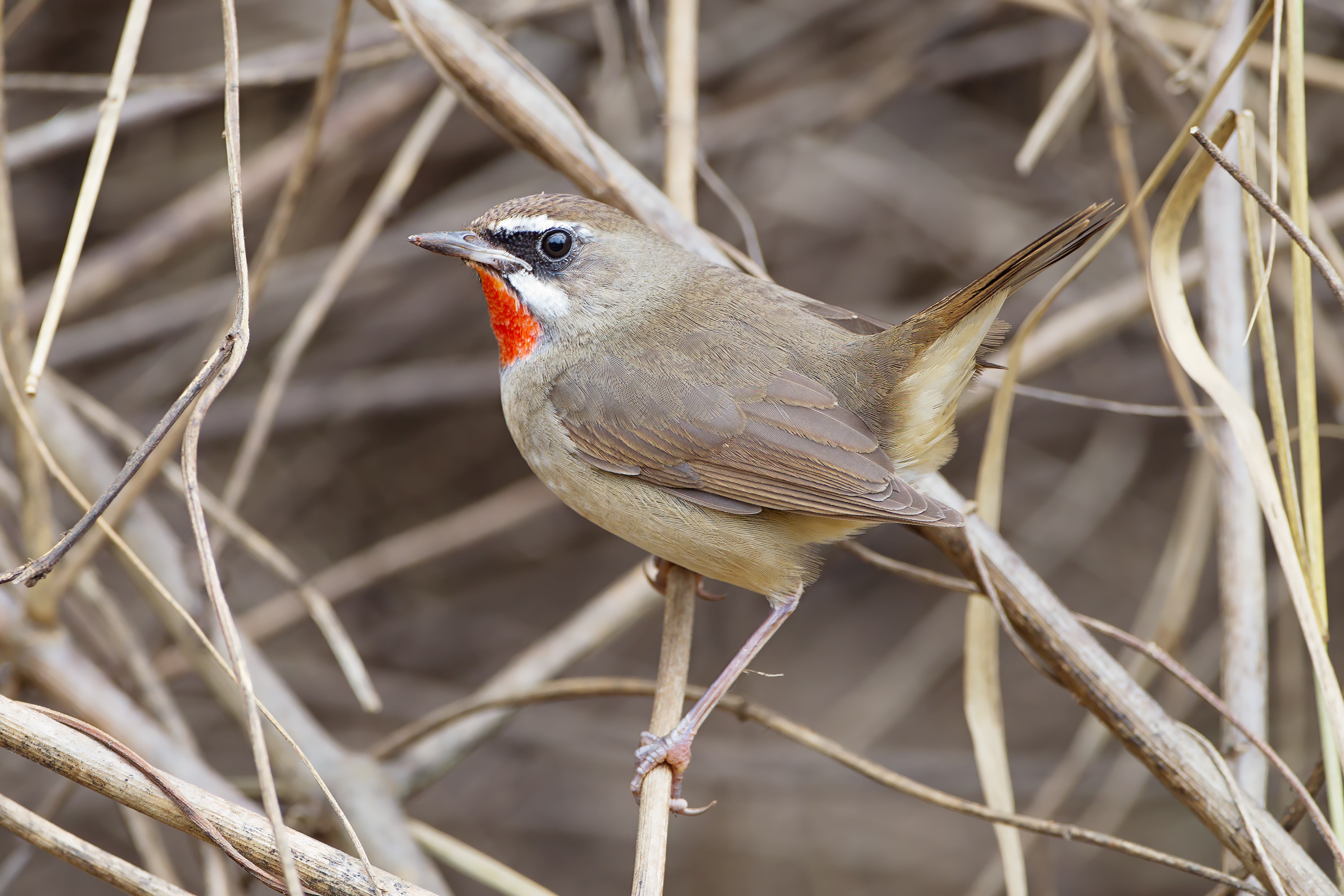
Roodkeelnachtegaal

Familie  Leiothrichidae
- Geslacht Leiothrix
  - Leiothrix lutea  – Japanse nachtegaal
  - Leiothrix argentauris – zilveroortimalia

Familie Muscicapidae (Vliegenvangers)
- Geslacht Calliope
  - Calliope calliope  – roodkeelnachtegaal
  - Calliope obscura  – zwartkeelnachtegaal
  - Calliope pectardens  – Pater Davids nachtegaal
  - Calliope pectoralis  – himalayazwartborstnachtegaal
  - Calliope tschebaiewi  – Chinese zwartborstnachtegaal
- Geslacht Larvivora
  - Larvivora akahige  – Japanse roodborst
  - Larvivora brunnea  – oranje nachtegaal
  - Larvivora cyane  – blauwe nachtegaal
  - Larvivora komadori  – ryukyuroodborst
  - Larvivora ruficeps  – roodkopnachtegaal
  - Larvivora sibilans  – snornachtegaal
- Geslacht Luscinia
  - Luscinia luscinia  – Noordse nachtegaal
  - Luscinia megarhynchos  – nachtegaal
  - Luscinia phaenicuroides  – witbuikroodstaart
  - Luscinia svecica  – blauwborst